# Ha Seok-jin
Đây là một tên người Triều Tiên, họ là Ha.
Ha Seok-jin (tiếng Hàn: 하석진; sinh ngày 5 tháng 3 năm 1982 tại Seoul), là nam diễn viên Hàn Quốc ra mắt với vai trò người mẫu, diễn viên quảng cáo cho Korean Air vào năm 2004. Anh được biết đến với các vai diễn trong phim truyền hình dài tập: Shark (2013), 4 Legendary Witches (2014), Drink Solo (2016), Hạnh phúc bất ngờ (2016), Radiant Office (2017), Blind (2022) anh đã nhận được hai đề cử cho Giải thưởng Xuất sắc.
Ha Seok Jin đã tốt nghiệp Đại học Hanyang, chuyên ngành Kỹ thuật Cơ Khí. Anh bắt đầu hoạt động trong ngành giải trí từ năm 2004. Anh nổi tiếng với bộ não sexy của mình qua chương trình "Problematic Men" mà anh làm thành viên chính, Ha Seokjin có IQ là 132.
Đến năm 2023, anh là người thắng cuộc của show sinh tồn bằng trí óc "The Devil's Plan" được sản xuất bởi Netflix, điều này thêm phần nào khẳng định anh với bộ não đầy quyến rũ của mình.

## Danh sách tác phẩm tham gia

### Phim điện ảnh
| Năm  | Tên phim                                                                 | Vai diễn     |
| ---- | ------------------------------------------------------------------------ | ------------ |
| 2006 | See You After School (Tựa Việt: Cuộc hẹn sau giờ học)                    | Kang Jae-gu  |
| 2006 | Who Slept with Her? (Hot for Teacher) (Tựa Việt: Ai đã ngủ với cô giáo?) | Kim Tae-yo   |
| 2007 | Unstoppable Marriage (Tựa Việt: Hôn nhân khó cản)                        | Wang Ki-baek |
| 2008 | Summer Whispers (Tạm dịch: Những lời thì thầm mùa hạ)                    | Yoon-soo     |
| 2009 | A Song of Monsters (Tạm dịch: Bài hát của những quái vật)                | Tae-jun      |

### Phim truyền hình
| Năm  | Tên phim                                                     | Vai diễn       | Kênh     |
| ---- | ------------------------------------------------------------ | -------------- | -------- |
| 2005 | Sad Love Story (Tựa Việt: Bản tình ca buồn)                  |                | MBC      |
| 2005 | Princess Lulu (Tựa Việt: Công chúa Lu Lu)                    | Seok-jin       | SBS      |
| 2006 | Dr. Gang (Tựa Việt: Bác sĩ Kang)                             | Kim Jin-kyu    | MBC      |
| 2006 | Korea Secret Agency (Tựa Việt: Đặc nhiệm siêu cấp)           |                | MBC      |
| 2007 | If in Love... Like Them (Tựa Việt: Nếu đã yêu...)            | Kang-deo       | SBS/Mnet |
| 2007 | Hello! Miss (Tựa Việt: Xin chào tiểu thư)                    | Hwang Chan-min | KBS2     |
| 2007 | Drama City (Tựa Việt: Lãnh địa Drama)                        | Park Jung-woo  | KBS2     |
| 2008 | I am Happy (Tựa Việt: Tôi hạnh phúc)                         | Kang-seok      | SBS      |
| 2009 | What's for Dinner? (Tựa Việt: Tối nay ăn gì?)                | Kim Yoon-soo   | MBC      |
| 2010 | The Great Merchant (Tựa Việt: Nhân vật truyền kỳ)            | Kang Yoo-ji    | KBS1     |
| 2010 | Once Upon a Time in Saengchori (Tựa Việt: Nhiệm vụ khó chơi) | Jo Min-sung    | tvN      |
| 2011 | Can't Lose (Tựa Việt: Không thể mất em)                      | Lee Tae-young  | MBC      |
| 2011 | If Tomorrow Comes (Tựa Việt: Nếu còn ngày mai)               | Lee Young-gyun | SBS      |
| 2012 | Standby (Tựa Việt: Hậu trường vui nhộn)                      | Ha Seok-jin    | MBC      |
| 2012 | Childless Comfort (Tựa Việt: Có con hay không?)              | Ahn Sung-ki    | jTBC     |
| 2013 | Shark (Tựa Việt: Cá mập - Đừng nhìn lại)                     | Oh Joon-young  | KBS2     |
| 2013 | Thrice Married Woman (Tựa Việt: Ba đời chồng)                | Kim Jun-goo    | SBS      |
| 2014 | Legendary Witches (Tựa Việt: Phù thủy huyền thoại)           | Nam Woo-suk    | MBC      |
| 2015 | D-Day (Tựa Việt: Ngày thảm họa/ Ranh giới mong manh)         | Han Woo Jin    | jTBC     |
| 2016 | After The Show Ends                                          | Park Ryuk      | tvN      |
| 2016 | Drinking solo (Tựa Việt: Uống rượu một mình)                 | Jin Jung Seok  | tvN      |
| 2016 | Hạnh phúc bất ngờ (Something About 1%)                       | Lee Jae-in     | DramaX   |
| 2017 | Radiant Office (Tựa Việt: Văn phòng lấp lánh)                | Seo Woo-jin    | MBC      |
| 2018 | Your House Helper (Chàng Quản Gia)                           | Kim Jiwoon     | KBS2     |
| 2019 | Hạ cánh nơi anh (Crash Landing on You)                       | Ri Moo-hyuk    | tvN      |
| 2020 | When I Was Most Beautiful (Khi Em Đẹp Nhất)                  | Seo Jin        | MBC      |
| 2021 | A DeadbEAT's Meal (3 Bữa 1 Ngày)                             | Kim Jaeho      | TVing    |
| 2022 | Blind (Tội Ác Vô Hình)                                       | Ryu Sunghoon   | tvN      |

### Video âm nhạc
| Năm  | Tên bài hát          | Ca sĩ              | Diễn cùng                                 |
| ---- | -------------------- | ------------------ | ----------------------------------------- |
| 2005 | "As We Live"         | SG Wannabe         | Han Eun-jung Seo Jun-young                |
| 2005 | "Sin and Punishment" | SG Wannabe         | Han Eun-jung Seo Jun-young                |
| 2006 | "Because I Love You" | SG Wannabe & SeeYa | Kim Min-joon Cha Ye-ryun                  |
| 2007 | "Stay"               | SG Wannabe         | Shin Min-hee                              |
| 2008 | "I Miss You"         | SG Wannabe         | Song Seung-heon Park Yong-ha Lee Yeon-hee |
| 2013 | "That's My Fault"    | Speed              | Park Bo-young Ji Chang-wook Son Na-eun    |
| 2013 | "It's Over"          | Speed              | Park Bo-young Ji Chang-wook Son Na-eun    |
| 2015 | "Along the Days"     | HuhGak             |                                           |

## Giải thưởng
| Năm  | Giải thưởng                     | Hạng mục                                                             | Tác phẩm             | Kết quả   |
| ---- | ------------------------------- | -------------------------------------------------------------------- | -------------------- | --------- |
| 2008 | Baeksang Arts Awards lần thứ 44 | Nam diễn viên truyền hình mới xuất sắc                               | I am Happy           | Đề cử     |
| 2008 | SBS Drama Awards                | Ngôi sao mới                                                         | I am Happy           | Đoạt giải |
| 2014 | MBC Drama Awards                | Trình diễn xuất sắc Nam diễn viên xuất sắc trong dự án phim đặc biệt | Legendary Witches    | Đề cử     |
| 2014 | SBS Drama Awards                | Trình diễn xuất sắc Nam diễn viên xuất sắc trong dự án phim đặc biệt | Thrice Married Woman | Đề cử     |